# Волоська колонізація
Волоська колонізація — хвиля міграції та розселення на території Карпат, що тривала з ХІІІ по XVI століття.

## Історія
З ХІІ століття пастухи з Волощини, що жили на південь від Дунаю, переселилися на північ і захід. Ймовірно, тиск, спричинений османською окупацією Балкан, спонукав деякі волоські або русинські клани блукати ще далі на північ і захід і оселитися на території сучасної Польщі, Угорщини, Словаччини та навіть Чехії.
Через появу в Північних Карпатах у XIII столітті географічних назв, етимологія яких свідчить про волоське походження (напр. Маґура, Бескид, Кічера, Клева, Менчул, Петрос, Плай, Прислоп, Яворниця, колиба, кошара), припускають, що вже в той час на ці території відбувалися переселення народів з Волощини. Оскільки «волоські» пастухи в той час не засновували поселень, цей етап колонізації називають «кочовою фазою». Однак клімат Західних Карпат суттєво відрізнявся від клімату Балкан, тому «волохи» були змушені перейти від кочового до осілого відгонного скотарства, що призвело до заснування постійних поселень/сел, заснованих на волоському праві.
У середині XIV століття волоська колонізація досягла околиць Диновського передгір'я, у XV столітті — Татр, а на межі XVI і XVII століть — зупинився на словацько-моравському пограниччі — в районі Кисуце та в т. зв. Моравської Валахії на півночі Моравії.
Волоська колонізація в Західних Карпатах була етнічно змішаною — волосько-руською. Як бачимо, прикметник «волохи» в назві цієї хвилі міграції не слід розуміти буквально. Правда, волохи брали участь у цій міграції до самого її кінця, але не етнічний фактор визначав її специфіку. На відміну від сільського господарства, характерного для низинних територій, волоська колонізація мала переважно скотарський характер, а типове сільськогосподарське виробництво мало лише другорядне, додаткове значення. Пастухи економічно експлуатували гірські та навіть високогірні території, раніше незаселені або навіть покинуті попередніми поселенцями, де типова сільськогосподарська колонізація виявилася неефективною. Вони випасали (принаймні спочатку) свою «волоську худобу» (овець, кіз) переважно в лісах, які на той час не використовувалися іншим чином. Оскільки це призвело до отримання прибутку, волоську колонізацію підтримали королі Угорщини та Польщі, а також місцеві землевласники. Волоська колонізація часто полягала не в заснуванні поселень, але про переведення вже існуючих (економічно занепадаючих) сіл на волоське право.

## Волоське право
Специфічне основне заняття цього населення зумовило іншу соціальну структуру, ніж у низинах. Це, у свою чергу, відобразилося на специфічному правовому режимі скотарського населення — так званому Волоському праві. Села і навіть (дуже рідко) міста (напр. Устрики-Долішні). Засновником села став його так званим князем (еквівалент солтиса), а групу волоських сіл, розташованих у маєтках одного землевласника (так звана Волоська земля, очолював крайник, на захід від Дунайця, якого називають вайда або воєвода Валахії. Князь мав привілейоване економічне становище та досить широкі повноваження щодо населення свого села, наприклад, він навіть вирішував особу пароха місцевої церкви. Зобов'язання власників узуфрукту перед вищим власником були пристосовані до специфіки скотарського господарства — розмір панщини був обмежений, а рента виплачувалася продуктами пастухів (вівці, шкіра, вовна, сир). Відмінності щодо сіл, інкорпорованих за німецьким правом, зникли наприкінці Середньовіччя. Волоські поселення були невеликими, відносно рідко розкиданими, майже виключно сільськими.

## Вплив
Волоська колонізація залишила кілька постійних слідів. Насамперед під його значним (якщо не домінуючим) впливом сформувався спільний для всього Західного Прикарпаття горянський етнос. Іншим тривалим наслідком волоської колонізації було створення ареалу розселення русинів у вигляді клина, що простягався на захід уздовж головного хребта Карпат аж до гір Пеніни й Татри, що розділяло території, населені поляками і словаками до ХХ століття. Значний вплив на формування лемківського субетносу мала волоська колонізація. Це також наклало відбиток на економічні зв'язки та мережу розселення Західних Карпат. Про присутність волохів у Карпатах свідчить наявність географічних назв волоського походження, напр. Маґура, Кічора, волоські прізвища у лемків (напр. Дзьобан) тощо.
З маршрутами та мережею поселень волохів у Східних Карпатах принаймні з XV століття збігається розселення так званих карпатських циган — бергіток.